# Station Sakura-Shukugawa
 Station Sakura Shukugawa  (さくら夙川駅, Sakura Shukugawa-eki) is een spoorwegstation in de Japanse stad Nishinomiya, gelegen in de prefectuur Hyōgo. Het wordt aangedaan door de JR Kobe-lijn. Het station is vernoemd naar het nabijgelegen Shukugawa-park, een populaire plek om in de lente de kersenbloesems (sakura) te zien bloeien.
Het station heeft één eilandperron en vier sporen.

## Treindienst

### JR West
| 1 | ■ JR Kobe-lijn | richting Sannomiya en Himeji              |
| 2 | ■ JR Kobe-lijn | richting Amagasaki, Osaka en Kita-Shinchi |

## Geschiedenis
Het station werd geopend in 2007, na zowel een petitie van de bewoners van Nishinomiya als stemmen binnen JR West.

## Overig openbaar vervoer
Bussen 1, 2, 3 en 7.

## Stationsomgeving
- Station Shukugawa aan de Hankyu Kobe-lijn
- Stations Nishinomiya en Kōroen aan de Hanshin-lijn
- Shukugawa (rivier)
- Shukugawa-park
- Nishinomiya-schrijn
- Otemae Universiteit (Sakura Shukugawa-campus)
- Autoweg 2

(Tōkaidō-lijn<<) · Ōsaka · Tsukamoto · Amagasaki · Tachibana · Koshienguchi · Nishinomiya · Sakura-Shukugawa · Ashiya · Konan-Yamate · Settsu-Motoyama · Sumiyoshi · Rokkomichi · Nada · Sannomiya · Motomachi · Kōbe · Hyōgo · Shin-Nagata · Takatori · Suma-Kaihinkōen · Suma · Shioya · Tarumi · Maiko · Asagiri · Akashi · Nishi-Akashi · Okubo · Uozumi · Tsuchiyama · Higashi-Kakogawa · Kakogawa · Hoden · Sone · Himeji-Bessho · Gochaku · Himeji · (>>Sanyō-lijn) 

Wadamisaki-lijn: Hyōgo · Wadamisaki